# Splash Works
Splash Works est un parc aquatique situé à Vaughan, en Ontario, au Canada. Il est rattaché au parc d'attractions Canada's Wonderland et est dirigé par Cedar Fair Entertainment.
Le parc est principalement composé d’aires de jeux aquatiques équipées de nombreux toboggans aquatiques. On y trouve également la plus grande piscine à vagues du Canada,.
L’accès au parc est compris dans le prix d’entrée de Canada's Wonderland.
Le parc aquatique est traversé par Mighty Canadian Minebusterune, un circuit de montagnes russes en bois dont le parcours passe à plusieurs reprises sous les toboggans aquatiques.

## Attractions

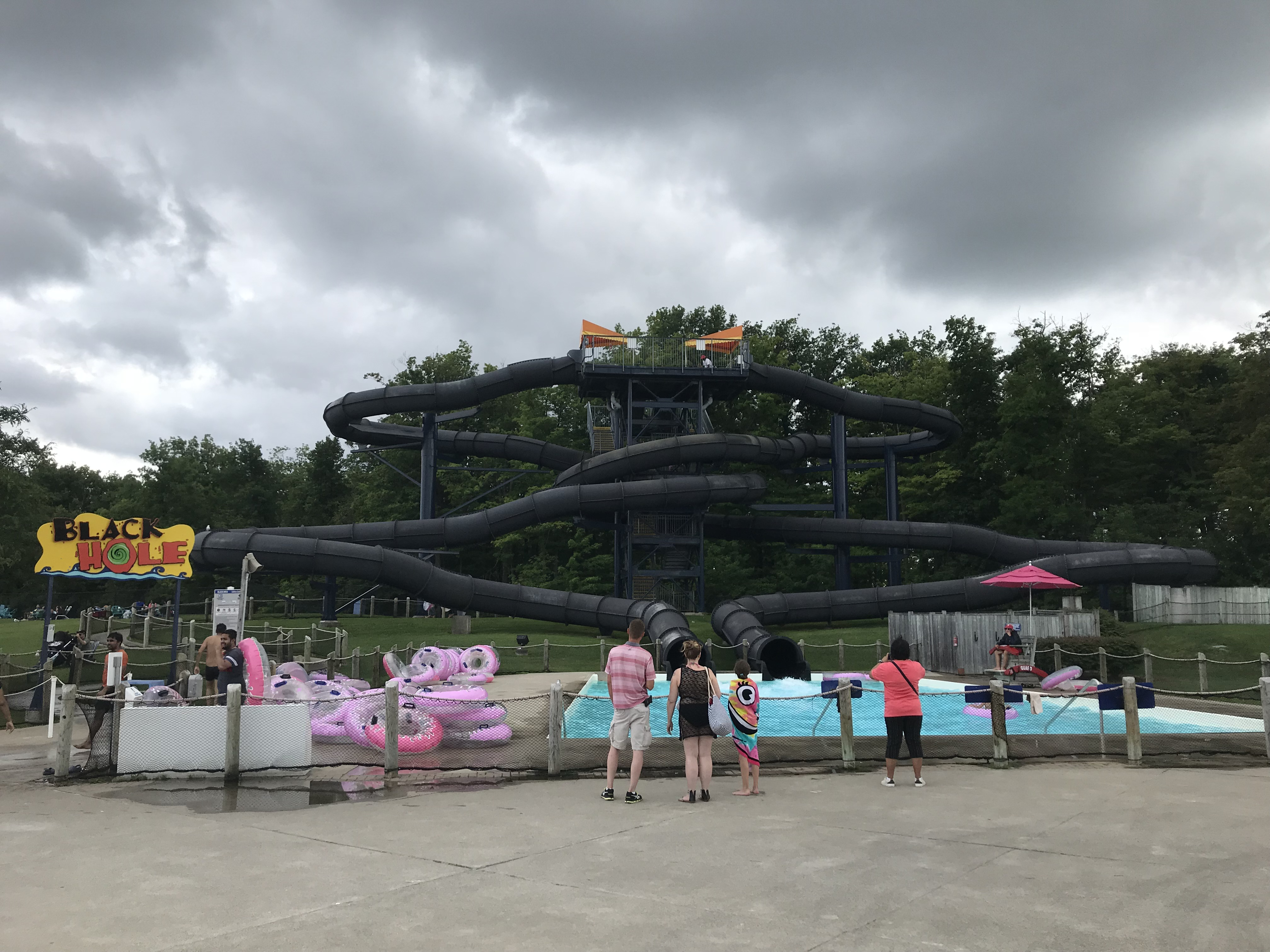
Black Hole
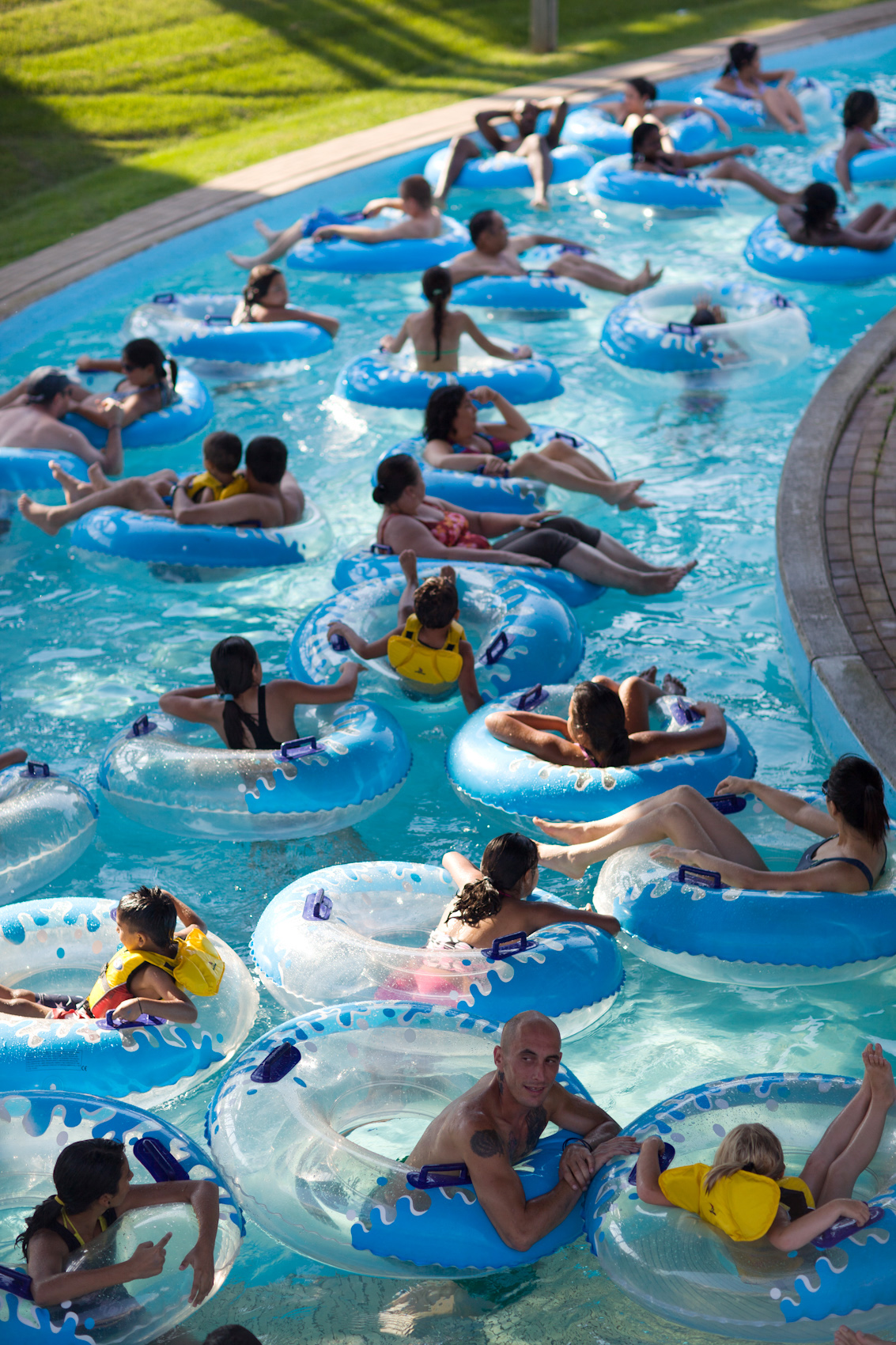
Lazy River
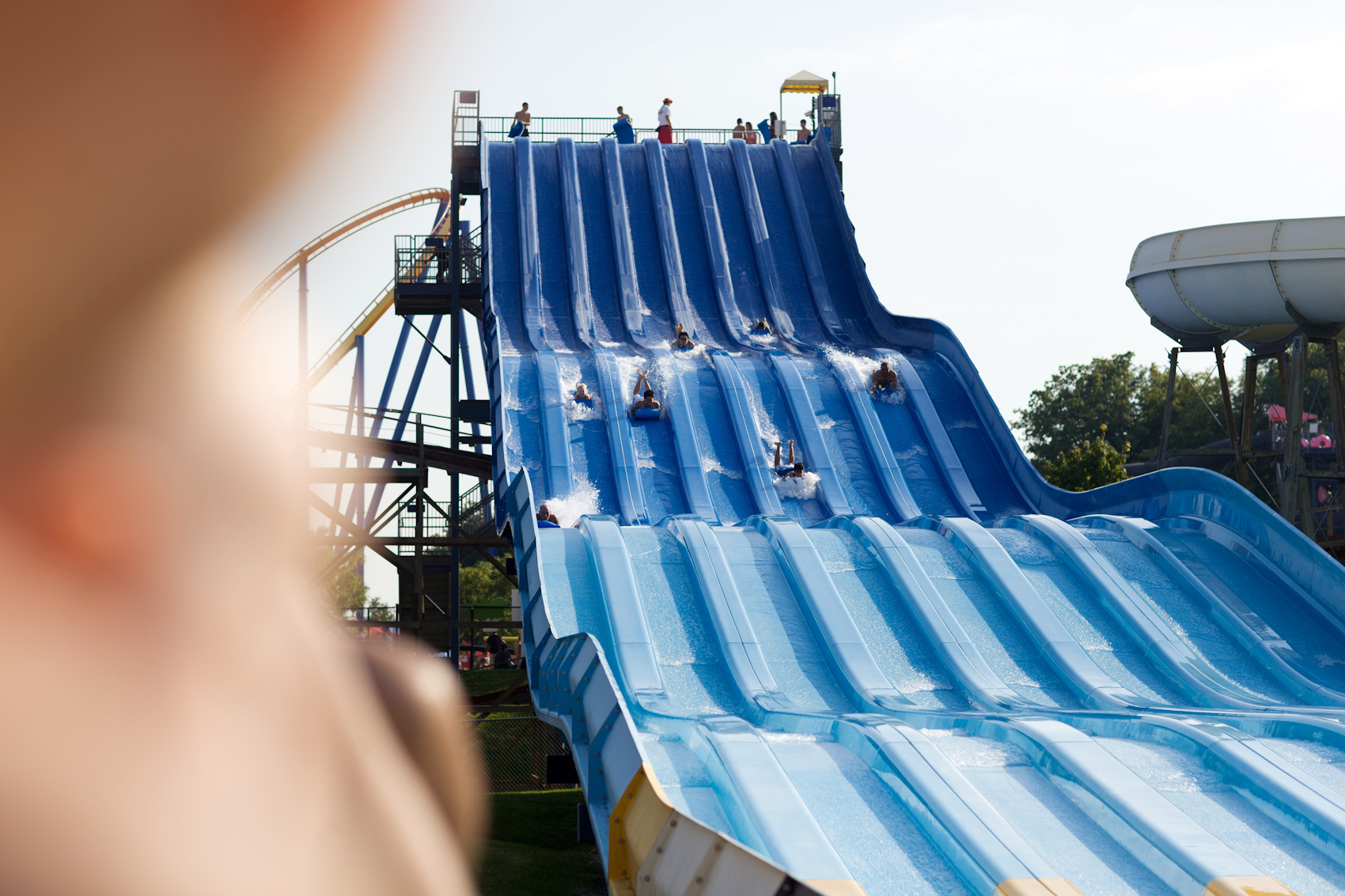
Riptide Racer
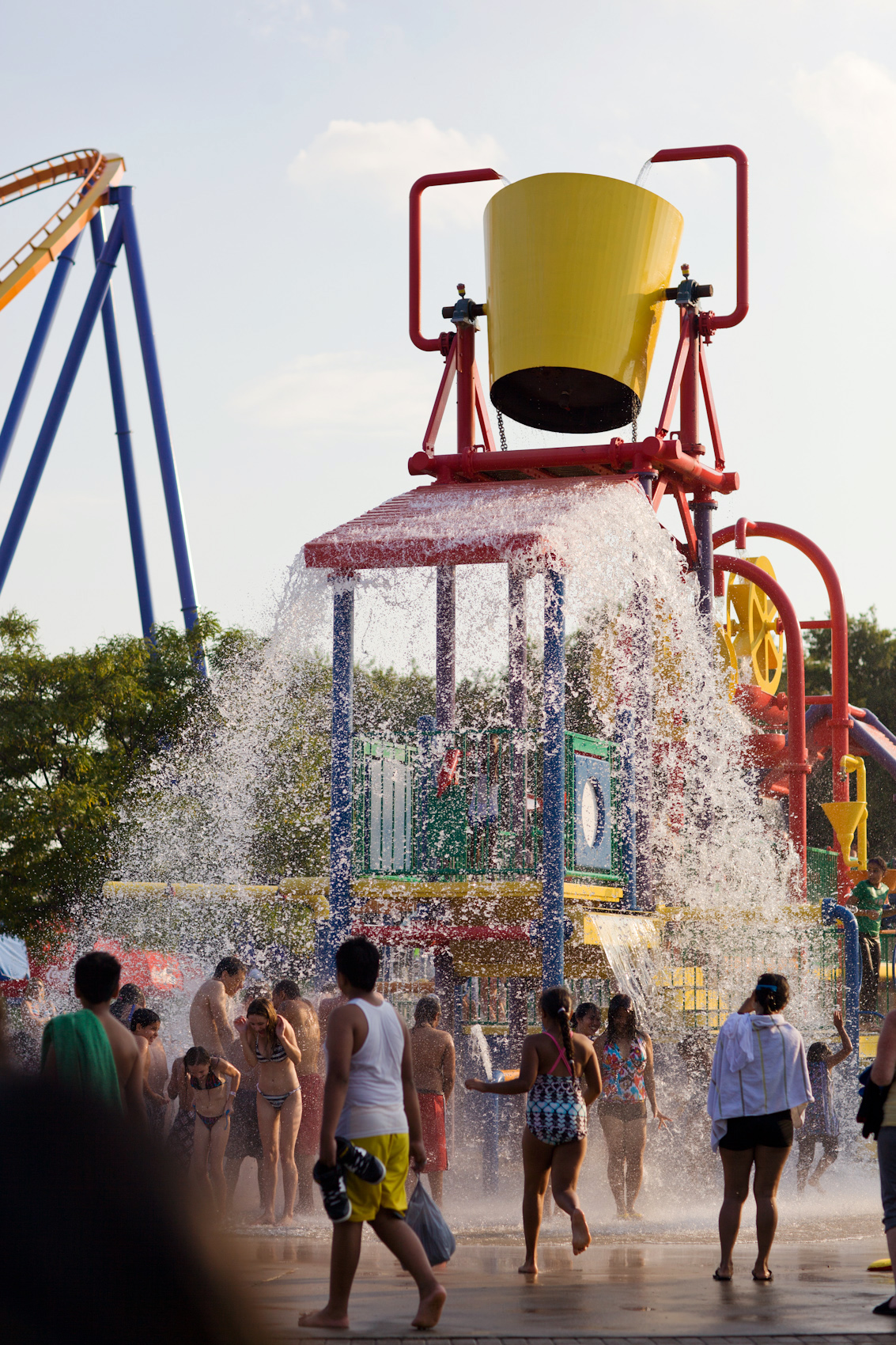
Splash Station

| Attraction              | Année d'ouverture | Constructeur                       | Description |
| ----------------------- | ----------------- | ---------------------------------- | --- |
| Barracuda Blaster       | 2002              | ProSlide                           | Un toboggan qui mène à la Lazy River |
| The Black Hole          | 1996              | ProSlide                           | Deux toboggans aquatiques fermés |
| Lazy River              | 1992              | Water Technology                   | Lazy river |
| The Plunge              | 1999              | ProSlide                           | |
| The Pump House          | 1999              | Specialized Component Supply Co.   | Une aire de jeux pour enfants |
| Riptide Racer           | 2002              | ProSlide                           | Toboggan aquatique à plusieurs voies |
| Splash Island Waterways |                   | ProSlide                           | Un toboggan interactif pour enfants et adultes |
| Splash Station          | 2015              |                                    | Une aire de jeux interactive pour enfants qui comprend deux toboggans, des jets de pulvérisation, un grand seau basculant et des pistolets à eau. Il fonctionnait autrefois à Ontario Place. |
| Super Soaker            | 1999              | ProSlide                           | Toboggan aquatique en radeau familial |
| Typhoon                 | 2015              | Proslide                           | Deux toboggans partiellement fermées avec des entonnoirs situés à l'emplacement de Wipe Out. Ils venaient de Ontario Place où ils étaient connus sous le nom de Topsy Turvy.                 |
| Whirl Winds             | 1992              | ProSlide                           | Deux toboggans aquatiques en plein air |
| White Water Bay         | 1996              | Aquatic Amusements Associates Ltd. | Piscine à vagues |
| Muskoka Plunge          | 2017              | SplashTacular                      | 4 toboggans aquatiques à trappes |
| Mountain Bay Cliffs     | 2020              |                                    | Une attraction de style saut de falaise, avec des plates-formes de différentes hauteurs, dont la plus haute mesure 7,5 mètres.                                                               |

- Black Hole
- Lazy River
- Riptide Racer
- Splash Station